# CoLang
O Institute on Collaborative Language Research ou CoLang é um instituto de treinamento bienal em documentação linguística para qualquer pessoa interessada em trabalho linguístico colaborativo baseado na comunidade. CoLang foi descrito como parte de um modelo colaborativo moderno em metodologias comunitárias de revitalização e documentação de línguas.
O instituto acontece em verões pares (em frente ao Linguistic Society of America Summer Institute) em várias universidades americanas, mas atraiu participantes e instrutores de todo o mundo, incluindo Austrália, Canadá, Quênia, Marrocos, Nigéria, Cingapura e o Reino Unido. A primeira parte do instituto consiste em duas semanas de workshops sobre tópicos como arquivamento comunitário, linguística, gravação de áudio e vídeo, ensino de línguas e ativismo. Os workshops são seguidos por um estágio de três ou quatro semanas onde os participantes trabalham intensamente com falantes de uma língua para documentá-lo.
Embora cada instituto individual seja organizado por um ou dois diretores locais, o CoLang como um todo é governado pelo seu Círculo Consultivo, que inclui acadêmicos indígenas, professores de linguística, ativistas linguísticos, estudantes e representantes de organizações parceiras. Cada instituto foi financiado por uma doação do programa Dynamic Language Infrastructure da National Science Foundation (anteriormente denominado Documenting Endangered Languages).
O primeiro InField em 2008 resultou na colaboração contínua entre Kennedy Bosire e Carlos Nash para a conclusão da enciclopédia Ekegusii e uma dissertação sobre tom em Ekegusii, enquanto o quinto CoLang em 2016 resultou no desenvolvimento de um plano de revitalização de trinta anos para Kristang em Singapura. InField/CoLang também resultou em trabalho linguístico comunitário contínuo em Kwak'wala e Kari'nja, entre outros.